# 318 Magdalena
318 Magdalena è un asteroide della fascia principale del diametro medio di circa 85 km. Scoperto nel 1891, presenta un'orbita caratterizzata da un semiasse maggiore pari a 3,1956276 UA e da un'eccentricità di 0,0833025, inclinata di 10,63859° rispetto all'eclittica.
L'origine del suo nome è sconosciuta.